# Ferdinand Benjamin Busch
Ferdinand Benjamin Busch (* 19. August 1797 in Arnstadt; † 14. August 1876 in Sondershausen) war ein hochrangiger Jurist im Fürstentum Schwarzburg-Sondershausen und Autor juristischer und bienenkundlicher Schriften.

## Familie
Buschs Vater war der lutherische Pfarrer und Publizist Gabriel Christoph Benjamin Busch (* 1759, † 18. März 1823) in Arnstadt, ein Sohn des Arnstädter Geistlichen Johann Benjamin Busch (1727–1802). Seine Mutter war Johanne Antonie Friederike geb. Henkel (* 1755, † 19. November 1811), Tochter des Arztes Johann Christoph Henkel. Nach ihrem Tod heiratete der Vater 1815 ihre Schwester Johanne Ernestine Sophie Friederike Henkel (1764–1828). Busch hatte keine Geschwister.
Er heiratete am 22. Juni 1823 Amalie Lazer (* 21. März 1802 in Markwerben; † 19. Juli 1896 in Sondershausen), Tochter von Christian Gottfried Lazer. Das Ehepaar hatte drei Kinder. Die ältere Tochter Johanne Gabriele Friederike (* 12. Juli 1824 in Arnstadt, † 20. April 1920 in Sondershausen) verlobte sich Weihnachten 1842 mit dem Gerichtshalter, späteren Staatsanwalt, Politiker und Kreisgerichtsdirektor in Sondershausen Günther Keyser (1820–1874); Eheschließung am 2. Juni 1846. Dieser Ehe entstammte Buschs einziges Enkelkind, die Schriftstellerin Stefanie Keyser (1847–1926).
Buschs jüngere Tochter Charlotte Marie Emilie (* 27. Oktober 1826 in Arnstadt, † 21. September 1860 in Sondershausen) war schriftstellerisch tätig. Sie ist nach langem Kranksein jung gestorben.
Der Sohn Ernst Wilhelm Benjamin Hermann (* 21. Dezember 1828 in Arnstadt, † 30. April 1902 in Sondershausen) studierte nach dem Abitur 1847 Jura in Leipzig und Heidelberg. Nach mehreren Jahren beim Sondershäuser Landrat war er ab Mitte 1868 am Kreisgericht in Sondershausen, zunächst als Assessor, ab 1870 als Rat. Er übernahm 1876 die juristische Zeitschrift seines Vaters (s. u.). 1878 gründete er selber eine Zeitschrift für deutschen Civilprozess. Im Oktober 1879 wurde er an das neue Landgericht in Erfurt versetzt. Im Dezember 1888 ging er in den Ruhestand und zog zurück nach Sondershausen.

## Beruf
Nach dem Abitur 1814 begann Busch sein Jurastudium in Jena und setzte es in Leipzig fort. Dort „entwickelte sich seine lebhafte Begeisterung für die Rechtswissenschaft“; dabei hat besonders Christian Gottlieb Haubold „mächtig anregend auf ihn gewirkt“.
Ostern 1817 kehrte er zurück nach Arnstadt und ließ sich als Advokat nieder. Er trat bald in den Staatsdienst. Ab Dezember 1822 war er Amtskommissar; 1829 Amtsassessor im Justizamt, ab 1830 mit dem Titel Rat. 1831–39 war er als stimmberechtigter Regierungs- und Konsistorialrat Mitglied der Regierung in Arnstadt; dabei machte er sich um die Schulen verdient.
Ende 1839 wurde Busch als Kabinettsrat in das Geheimerats-Kollegium nach Sondershausen berufen. Dieses Gremium bestand bis Mitte 1839 aus zwei langerfahrenen Verwaltungsbeamten, Günther von Ziegeler (1775–1853) aus Sondershausen und Wilhelm von Kauffberg (1773–1846) aus Arnstadt, und dem Juristen Friedrich Chop (1801–1875), mit von Ziegeler als ‚Dirigent‘. Chop ging Ende 1839 an das Oberappellationsgericht in Zerbst; Busch trat an seine Stelle. Neben diversen regierungsamtlichen Arbeiten hatte das Kollegium die Aufgabe, eine zeitgemäße Verfassung für das Fürstentum zu entwickeln. Unter Buschs Mitwirkung wurde dieses Ziel 1841 erreicht. Ende März ging von Ziegeler in den Ruhestand und von Kauffberg übernahm die Leitung; Mitte April trat der Jurist Karl Pietzker in das Gremium ein. Das zum Geburtstag des Fürsten am 24. September 1841 veröffentlichte Landesgrundgesetz ist dementsprechend von v. Kauffberg, Busch und Pietzker gegengezeichnet.
Zusammenhängend mit dem Grundgesetz wurde die Einrichtung eines Landesjustizkollegiums in Arnstadt als oberste Justizbehörde des Landes zum 1. April 1842 bekannt gegeben. Dies war ein erster Schritt, um eine Trennung von Justiz und Verwaltung herbeizuführen. Busch wurde als Präsident dieses Kollegiums eingesetzt.
Zum 1. Juli 1850 wurde Busch als Vizepräsident an das neue Appellationsgericht in Eisenach versetzt.  Bei zunehmender Kränklichkeit beantragte er nach dem Tod der Tochter Emilie die Versetzung in den Ruhestand, die ihm zum 1. November 1860 genehmigt wurde. Das Ehepaar Busch zog darauf nach Sondershausen in die Nähe des Sohns und der dort verheirateten Tochter Friederike Keyser.
Im Oktober 1864 wurde Busch zum Mitglied des Oberdisziplinarhofs für Disziplinaruntersuchungen gegen Lehrer, Superintendenten und Mitglieder des Konsistoriums berufen.
Im Ruhestand ließ Buschs publizistische Aktivität nicht nach. Er hatte etwa seit 1827 eine größere Zahl juristischer Aufsätze und mehrere Bücher veröffentlicht. Nun in Sondershausen gründete er 1862 eine Zeitschrift (Archiv für Theorie und Praxis usw.), als deren Redakteur er fungierte. Spätestens Anfang der 1870er Jahre erhielt er dabei zunehmend Hilfe von seinem Sohn Hermann und seinem Schwiegersohn Günther Keyser (beide am Kreisgericht Sondershausen tätig); 1874 nahm er sie offiziell in die Redaktion auf.
Busch wurde 1853 Ritter der 1. Abteilung des Großherzoglichen Hausordens der Wachsamkeit oder vom weißen Falken von Sachsen-Weimar-Eisenach. Anlässlich seiner Pensionierung wurde er Komthur desselben Ordens und erhielt das Schwarzburgische Ehrenkreuz I. Klasse.
Etwa Ende 1867 verlieh ihm die juristische Fakultät der Universität Jena den Ehrendoktor der Rechte.

## Bürgerliches Engagement
In seinen Arnstädter Jahren war Busch aktiv im Leben der Bürgerschaft engagiert. Er war einer der zehn Bürger, die am 3. Mai 1825 eine Sparkasse gründeten, das erste Bankinstitut in Arnstadt. Ihr Ziel – in enger Zusammenarbeit mit der Stadtverwaltung und der Landesregierung erarbeitet – war sozialpolitischer Natur: den einfachen Bürgern der Stadt eine bequeme und sichere Möglichkeit zu geben, ein kleines Kapital aufzubauen. Die Gründer gehörten viele Jahre lang auch dem Vorstand der Sparkasse an. Der Vorsitz wechselte; Busch fungierte z. B. 1827/28 als ‚Dirigent‘.
Als Arnstadt 1830 eine neue städtische Verfassung erhielt, wurde Busch einer von 40 Stadtverordneten. Diese Tätigkeit endete, als im Januar 1832 wiederum eine (provisorische) neue Städteverordnung in Kraft trat.
Als am 8. März 1836 nach langen Vorbereitungen der Gewerbeverein von Arnstadt gegründet wurde, stellte sich Busch für den Vorstand zur Verfügung.
Im revolutionären Frühjahr 1848 rief Busch zusammen mit anderen Honoratioren am 20. April in Arnstadt einen Verein für Bürgerversammlungen ins Leben, der als Forum der Meinungsbildung und Akteur gegenüber den Behörden dienen sollte. Das anfänglich rege Interesse der Bürger wandte sich jedoch schnell von diesem Verein ab.

## Liebhabereien
Busch war voll „Eifer für die Bienenzucht, die [s]eine liebste Nebenbeschäftigung ausmacht[e]“. In den 1830er Jahren gründete er einen Bienenverein für Arnstadt und dessen Umgegend und fungierte als dessen Vorsitzender. Er brachte zwei Bücher über Bienenrecht und Bienenzucht heraus, hielt Vorträge über Zuchtmethoden und schrieb Beiträge für bienenkundliche Zeitschriften. Nach dem Umzug nach Eisenach 1850 hatte er keine eigenen Bienen mehr, verfolgte die Entwicklung aber weiter und brachte bis 1862 drei weitere Bücher heraus.
Ebenfalls seit seinen frühen Arnstädter Jahren war er in der Baumobstkunde (Pomologie) aktiv, besonders in der Birnenzucht. Auch in seiner Eisenacher Zeit verfolgte er dieses Interesse. Im Ruhestand in Sondershausen stellte er eine kleine Erinnerungsschrift zusammen (nicht für den Buchhandel), die er dem Arnstädter Obstbauverein widmete. Der Verein ernannte ihn darauf zu seinem Ehrenmitglied.

## Veröffentlichungen (Auswahl)

### Rein juristische Publikationen

#### Juristische Bücher
- Theoretisch-praktische Darstellung der Rechte geschwächter Frauenspersonen gegen ihre Verführer und der unehelichen Kinder gegen ihre Erzeuger, aus dem Gesichtspunkte des gemeinen bürgerlichen Rechts betrachtet. Ilmenau 1828. Digitalisat.
- Die neuen Criminalgesetzbücher des Königreichs Sachsen, des Grossherzogthums Sachsen-Weimar-Eisenach, der Herzogthümer Sachsen-Altenburg und Sachsen-Meiningen, sowie des Fürstenthums Schwarzburg-Sondershausen. Leipzig 1848. Digitalisat.
- Doctrin und Praxis über die Gültigkeit von Verträgen zu Gunsten Dritter. Heidelberg 1860. Digitalisat. (Neudruck Frankfurt am Main 1970.)
- Die Stimme der Praxis bei den höchsten deutschen Landestribunalen und anderen Spruchcollegien über verschiedene Streitfragen aus dem Gebiete des bürgerlichen Rechts und Processes. Erlangen 1862. Digitalisat.
- Die deutschen Postgesetze über die Bestellung (Ablieferung) der durch die Post beförderten Gegenstände. Leipzig 1870. (Separat-Abdruck aus dem Archiv für Theorie und Praxis des Allgemeinen deutschen Handelsrechts Band 20, S. 364‒391.)

#### Juristische Zeitschrift
- Archiv für Theorie und Praxis des Allgemeinen deutschen Handelsrechts. Bd. 1, 1863 bis Bd. 25, 1872. Digitalisat.

Weitergeführt unter dem Titel:
- Archiv für Theorie und Praxis des Allgemeinen Deutschen Handels- und Wechselrechts. (N. F. 1 =) Bd. 26, 1873 bis Bd. 48, 1888. Digitalisat.

### Bienenkundliche und pomologische Publikationen
- Handbuch des heutigen in Deutschland geltenden Bienen-Rechtes. Arnstadt 1830. Digitalisat.
- Sicherer Wegweiser für erfahrene und unerfahrene Bienenwirthe, den Bienenstand in kurzer Zeit stark zu vermehren und reichlich Honig zu ernten, oder: Anleitung zum gründlichen Studium der Bienennatur und Bienenzucht […]. Unter Revision der bisherigen Grundsätze über die Bienenzucht hrsg. von einem Vereine rationeller Bienenwirthe. Arnstadt, in Commission der Hildebrand'schen Buchhandlung 1831. (IV+124 Seiten.)[57] Digitalisat.
- Wegweiser für Bienen-Wirthe, besonders in honigarmen Gegenden, oder practische Anleitung zur Gartenbienenzucht. Hrsg. von dem Regierungsrathe F. B. Busch, Vorsteher des Bienenvereins für Arnstadt und dessen Umgegend. Zweite sehr vermehrte Auflage. Arnstadt: Verlag Ferdinand Meinhardt 1840. (X+191 Seiten.)[58]
- Was ist von der Dzierzon’schen Bienenzucht-Methode zu halten, oder: Wie ist der Bienenzucht in Wahrheit aufzuhelfen, besonders bei dem Landmanne? Nebst Grundzügen zu einem sichern Betriebe derselben in honigarmen Gegenden. Eisenach 1853. Digitalisat.
- Die Honigbiene. Eine Darstellung ihrer Naturgeschichte in Briefen. Gotha 1855. Digitalisat.
- Die Bienenzucht in Strohwohnungen mit unbeweglichem Wabenbau. Leipzig 1862. Digitalisat. (Neudruck Paderborn 2013.)
- Ueber die Obstcultur in Arnstadt und die daselbst gedeihenden edlen Birnsorten. Von Dr. Busch, Appellationsgerichts-Vicepräsident a. D. Sondershausen 1868. (26 Seiten.)

## Nachweise
1. ↑  Todes- und Dankesanzeige in Regierungs- und Nachrichtsblatt für das Fürstenthum Schwarzburg-Sondershausen 1876, S. 392 und 396.
2. ↑  Nachruf von Sohn und Ehefrau sowie Kirchenamtsangabe in Arnstädtisches Regierungs- und Intelligenz-Blatt vom 22. März und 24. Mai 1823, S. 56f. bzw. Beilage.
3. ↑  Todesanzeige in Arnstädtische wöchentliche Anzeigen und Nachrichten vom 23. November 1811, S. 371.
4. ↑  Todes- und Geburtsangabe in Arnstädtisches Regierungs- und Intelligenz-Blatt vom 17. Januar 1829, S. 12.
5. ↑  Heiratsangabe in Arnstädtische wöchentliche Anzeigen und Nachrichten vom 19. August 1815, S. 270.
6. ↑  Todes- und Dankesanzeigen in Der Deutsche 1896 Nr. 168 und 170.
7. ↑  Geburtsangabe in Arnstädtisches Regierungs- und Intelligenz-Blatt vom 28. August 1824, S. 150.
8. ↑  Privilegirtes Arnstädtisches Regierungs- und Intelligenz-Blatt vom 24. Dezember 1842, S. 341, und vom 5. September 1846, S. 298.
9. ↑  Friederikes Todesanzeige in Der Deutsche 1920 Nr. 94.
10. ↑  Geburtsangabe in Arnstädtisches Regierungs- und Intelligenz-Blatt vom 27. Januar 1827, S. 17.
11. ↑  ähnlich wie später ihre Nichte Stefanie; vgl. biographische Bemerkungen in deren Aufsatz Wie ich Schriftstellerin wurde in Die Gartenlaube 1884, S. 828 (Wikisource).
12. ↑  Todes- und Dankesanzeige sowie Standesamtsangabe in Der Deutsche 1860 Nr. 115, 116 und 117. – Porträt von Emilie (von Ernst John 1846) in Scheidt, Bildnisse S. 41 und 48.
13. ↑  Geburtsangabe in Arnstädtisches Regierungs- und Intelligenz-Blatt vom 14. März 1829, S. 68.
14. ↑  Verzeichnis der Abiturienten S. 18.
15. ↑  Der Deutsche 1868 Nr. 65 und 1870 Nr. 7.
16. ↑  Er leitete sie bis 1888; vgl. Zeitschrift Bd. 1, 1879, S. 1–6 und Bd. 12, 1888, S. 1f.
17. ↑  Regierungs- und Nachrichtsblatt für das Fürstenthum Schwarzburg-Sondershausen vom 27. September 1879, S. 461.
18. ↑  Vgl. Adressbuch 1900 S. 47 und S. 11. Todesanzeige und Nachrufe in Der Deutsche 1902 Nr. 100, 102 und 103.
19. ↑  Verzeichnis der Abiturienten S. 14.
20. ↑  Eingeschrieben am 11. Mai 1814 (Matrikel der Universität Jena 1801‒1854, S. 69).
21. ↑  Dort wurde er 1815 Mitglied der Urburschenschaft.
22. ↑  Nekrolog S. 436.
23. ↑  Regierungs- und Amts-Blatt vom 14. Dezember 1822, S. 394.
24. ↑  Arnstädtisches Regierungs- und Intelligenz-Blatt vom 18. April 1829, S. 85, und 9. Oktober 1830, S. 175.
25. ↑  Fürstlich Schwarzb. Regierungs- und Intelligenz-Blatt vom 23. August 1835, S. 266.
26. ↑  Zu dessen formaler Stellung vgl. Eberhardt S. 37–42.
27. ↑  Kurzbiographien in Schwarzburg-Sondershausen und die Welt S. 304 bzw. 252f.
28. ↑  Fürstlich Schwarzb. Regierungs- und Intelligenz-Blatt vom 9. November 1839, S. 355; Privilegirtes Arnstädtisches Regierungs- und Intelligenz-Blatt vom 9. November 1839, S. 200.
29. ↑  Fürstlich Schwarzb. Regierungs- und Intelligenz-Blatt vom 20. März und 17. April 1841, S. 95 und 135.
30. ↑  Gesetzsammlung 1841 Nr. 262, zusammen mit einem ‚Patent‘, das die Trennung des Staatshaushalts vom fürstlichen Privatvermögen regeln sollte.
31. ↑  Zeitgenössische Besprechung in Deutsches Staatsarchiv Bd. 3, 1842, S. 54–83. Vgl. auch Bruno Huschkes Lebensbilder in Der Deutsche 1902 Nr. 122–124 und Lengemann, Landtag S. 19–21.
32. ↑  Gesetzsammlung 1841 Nr. 263.
33. ↑  Vgl. Eberhardt S. 43f.
34. ↑  Fürstlich Schwarzb. Regierungs- und Intelligenz-Blatt vom 15. Januar 1842, S. 17.
35. ↑  Staatshandbuch S-W-E 1851 S. 79f.;  Abschiedsgruß in Privilegirtes Arnstädtisches Regierungs- und Intelligenz-Blatt vom 6. Juli 1850, S. 225.
36. ↑  Der Deutsche 1860 Nr. 127.
37. ↑  Der Deutsche 1864 Nr. 118 (entsprechend den Gesetzen von 1860 Nr. 17 und 1863 Nr. 36).
38. ↑  Archiv Bd. 1, 1863, S. I–IV.
39. ↑  Archiv Bd. 29, 1874, S. If. G. Keyser starb schon ein Jahr später (Archiv Bd. 31, 1875, S. 81). Nach dem Tod des Vaters führte der Sohn die Zeitschrift bis zum Ende 1888 allein weiter.
40. ↑  Staatshandbuch S-W-E 1855 S. 30.
41. ↑  Staatshandbuch S-W-E 1864 S. 26.
42. ↑  Der Deutsche 1860 Nr. 135.
43. ↑  Er führte den Titel ab 1868; vgl. Archiv 1867 mit 1868.
44. ↑  Eröffnungsschrift in Arnstädtisches Regierungs- und Intelligenz-Blatt vom 28. Mai 1825, Beilage.
45. ↑  Peter Unger und Andrea Ziegenhardt: 175 Jahre Sparkasse in Arnstadt. 2000. ISBN 3-00-005924-5, S. 2, 13–15, 27.
46. ↑  Hatham, Arnstadt […]. Ein Hand- und Addressbuch […]. [1842], S. 100–102.
47. ↑  Chronik von Arnstadt. Zeittafel/Lexikon. Festschrift zur 1300-Jahrfeier der Stadt Arnstadt, hrsg. v. Andrea Kirchschlager, Ulrich Lappe und Peter Unger. 2003. ISBN 3-934277-07-1, S. 271.
48. ↑  Privilegirtes Arnstädtisches Regierungs- und Intelligenz-Blatt vom 8. und 15. April 1848, S. 124f. und 135, und vom 6. Mai, S. 165f.
49. ↑  Martin Kunze: Schwarzburg-Sondershausen in der deutschen Revolution von 1848/49. Neustadt (Orla) 1932. S. 38.
50. ↑  Handbuch des Bienen-Rechtes S. III.
51. ↑  z. B. im Monatsblatt für die gesammte Bienenzucht Bd. 4, 1841, Spalte 21ff. und Bd. 5, 1842, Spalte 232 sowie in der Bienen-Zeitung Bd. 1, 1845, S. 124ff.
52. ↑  auch Beiträge in der Bienen-Zeitung, z. B. in Bd. 24, 1868, S. 10f.. – Seine Todesanzeige in Bd. 32, 1876, S. 213.
53. ↑  Vgl. z. B. Arnstädtisches Regierungs- und Intelligenz-Blatt vom 12. November 1825, S. 223.
54. ↑  Vgl. Verhandlungen des Vereines zur Beförderung des Gartenbaues in den Königlich Preußischen Staaten. N.R., 2. Jg., 1854, S. 271 (mit Bezug zu S. 96ff.).
55. ↑  Ausführliches Referat in Der Deutsche 1869 Nr. 2–7.
56. ↑  Der Deutsche 1869 Nr. 24 und 43.
57. ↑  Der „ursprüngliche Verfasser dieser kleinen Schrift“ (S. III) wird weder hier noch in der zweiten Auflage des Wegweisers von 1840 benannt. In jedem Fall hat Busch „an dessen Bearbeitung […] Theil genommen“ (1840 S. V).
58. ↑  Enthält den Text des Sicheren Wegweisers von 1831 und ergänzt ihn um knapp 70 Seiten. Rezension im Monatsblatt für die gesammte Bienenzucht. Bd. 3, 1840, Spalte 190f. und 211f.

| Personendaten    | Personendaten                            |
| ---------------- | ---------------------------------------- |
| NAME             | Busch, Ferdinand Benjamin                |
| ALTERNATIVNAMEN  | Busch, Benjamin; Busch, F. B.; Busch, B. |
| KURZBESCHREIBUNG | deutscher Jurist und Bienenzüchter       |
| GEBURTSDATUM     | 19. August 1797                          |
| GEBURTSORT       | Arnstadt                                 |
| STERBEDATUM      | 14. August 1876                          |
| STERBEORT        | Sondershausen                            |